# Népszínház TV
A NépszínházTV] (becézett nevén: Népszi TV) nevű YouTube csatornát 2021. Szeptember 5-én hozták létre. Azóta Magyarország egy elterjedt online televíziójává nőtte ki magát. A csatornán található leírás: "Az első online televízió, ami kizárólag a Népszínház utcában történő eseményekre fókuszál. Friss tudósítások, exkluzív riportok, akár breaking news bejelentkezéssel." Egyéb műsoraik a csatornán belül Megálló és a Népszi percek.

## Adatok
Közel 54.000 feliratkozóval, és több mint 4,6 millió megtekintéssel rendelkezik az összes videója együttvéve. Legpopulárisabb videója a Lomtalanítás a Népszínház utcában, melynek közel félmilliós nézettsége van. Leglájkoltabb videója pedig az Álljunk meg egy szóra a Népszínház utcában, melyet összesen 10.000 -ren lájkoltak. Eddig összesen 27 darab videó van feltöltve. IMDb-n 7,7-es értékelése van.

## YouTube diszkográfia

### 2022-ben feltöltött videók
1. videó/rész: Óriási mozaikkép a Népszínház utcában
Építészeti és kulturális vizsgálódás az utca épületein.
2. videó/rész: Hangos Villamosok
Nagyon hangosak a villamosok. Kit, hogy érint ez?
3. videó/rész: Ön szeret élni?
Egzisztenciális elmélkedés, a léttel és az élettel kapcsolatos gondolatait ismerhetjük meg az utca lakóinak.
4. videó/rész: Zsidók a Népszínház utcában
Kutatás, történelmi, komolyabb hangvételű epizód.
5. videó/rész: MEGÖLLEK, TE KURVA - egy videó nyomában
Összeomlás a Népszínház utcában "tettesének" kutatása.
KÜLÖNKIADÁS: Mákos vagy diós? – Népszínház TV [(Karácsonyi különkiadás)
Mákos vagy diós bejgli és az ürítés.

### 2023-ban feltöltött videók
6. videó/rész: Megálló 1. – Kitört a nyár!
Nyári tervek, nyári hangulat.
7. videó/rész: Megálló 2. – Randizás
Randizásról való beszélgetés az utca lakóival.
8. videó/rész: Telihold a Népszínház utcában
Telihold hatásainak vizsgálása az éjszakában.
9. videó/rész: Félelem és reszketés a Kashmir Fesztiválon
A Kashmir fesztivál hivatalos dokument filmje.

### 2024-ben feltöltött videók:
10. videó/rész: Ismerkedés a Népszínház utcában
Avagy, vajon működnek-e a Facebook-ra érkező spam üzenetek igazi embereken?
11. videó/rész: Hol van az utca eleje?
A Népszínház utca 1. szám vadászata, kutatása.
12. videó/rész: Megálló 3. – Tetoválás
Tetoválásokról folytatott konverzációk az utca lakóival.
13. videó/rész: Népszi Percek: Mi ez?
Az utca lakóival való közös játékos találgatás, hogy mit rejthet az utca ajándékdoboz díszének belseje.
14. videó/rész: Megálló 4. – Káromkodás
Közvéleménykutatásszerű interjúk, káromkodás különféle nyelveken, egy kulturális utazás.
15. videó/rész: Népszi Percek: DJ Zoltán
Szemfix reklám, az első sponzorált videó.
16. videó/rész: Jós a Népszínház utcában
Az utca jósdáját barangoljuk be, valamint a járókelőkkel pedzegetik a jóslás témáját.
17. videó/rész: Ki mit tud a Népszínház utcában
Ki mit tud-ot rendeztek az utcában, ez az egészen vlogszerű videó mutatja be azt.
18. videó/rész: Lomtalanítás a Népszínház utcában
Élménybeszámoló, ki hogyan éli meg a lomtalanítást, ki milyen kincsekre bukkant.
19. videó/rész: Népszi Percek: Kitört az üveg
A járókelőkkel próbálnak a utánajárni, hogy mégis mi miatt tört ki az egyik utcában található villamosmegálló üvege.
20. videó/rész: Dohányzás a Népszínház utcában
Dohányzási szokások.
21. videó/rész: Megálló 5. – Cigány vagy roma?
Közvéleménykutatás.
22. videó/rész: Isten a Népszínház utcában
Vallási kérdésekkel kapcsolatos interjúk és beszélgetések.

### 2025-ben feltöltött videók:
23. videó/rész: Megálló 6. – Karácsony
Az ünnepi zsongás megörökítése az utcában.
24. videó/rész: Himnusz
Különböző emberek éneklik el a Himuszt.
25. videó/rész: Népszi Percek: Farkas Jenő
Egy visszatérő szereplő, Farkas Jenő filozófiájáról tanulhatunk.
26. videó/rész: Álljunk meg egy szóra a Népszínház utcában
Nyelvtan óra, a helyesírás szerepének megvitatása az utcában és az életben.
27. videó/rész: Népszi Percek: Nem működnek a lámpák
A közlekedési lámpák hirteleni lekapcsolásának következményeit és hatásait taglalják az utca járókelőivel.

## Készítők, szakértők

### Böcskei Dávid
(született: 1998. Február 6. - 27 éves) 
A főműsorvezető.

### Sélley Márton
(született: nincs pontos adat) 
Társalkotó, szereti a Kőbányait.

## Sztárvendégek
A Megálló című műsorban minden videóban feltűnik egy sztárvendég, de a többi videóban is fel-fel tűnnek különböző ismertebb, vagy visszatérő szereplők

### Farkas Jenő
Visszatérő szereplő, az utca lakója. Életfilozófiáját, elmélkedéseit gyakran osztja meg a nézőkkel, hitbeli megnyilvánulásait és a hazaszeretetét is sokszor hallhatjuk a különböző részekben.

### Tóth Zoltán (DJ Zoltán)
Az utca legnagyobb partiarca a szemfix kreálója és gyártója 2017 óta. 

### Pikó András
A 8. kerület polgármestere, újságíró, rádiós műsorvezető, középiskolai tanár. Az Összeomlás a Népszínház utcában gyanusítottja.

### Menyhárt Tamás (Menyus)
Művész, grafikus. A Népszínház utcában vette meg új alkotótermét.

### Fülöp Péter
Zenész, humorista.

## Aranyköpések
A műsorokban és a videókban számos aranyköpés hangzik el, melyeket a nézők előszeretettel kommentelnek, és emlegetnek. Itt vannak a legismertebbek:
- "- Mit szoktál csinálni Szenteste? - Akkor még nem iszok!"
- " - Mikorra várható Jézus második eljövetele? - Hát..max 2 hét.. "
- "- Szeretnél egy számot kérni esetleg? - Milyen jellegű számról beszélsz? - A kedvenc számodat... - 42"
- “Alszok egy napot akkor lehet másnap nem én vagyok”
- "Egyre kevésbé tetszik a szín."
- "Said a hip-hop, the hippie to the hippie The hip, hip-a-hop and you don't stop rockin' (...) Now what you hear is not a test, I'm rappin' to the beat"
- "Szegény lyuk. Nem lenne önmaga ezután."
- "- Te mit változtatnál a világon? - Hát a szenvedésen. - Több vagy kevesebb?"
- "Postás bicikli 30000-ért de ott helyben eladtam 2000-ért..."
- “Nem értem, ez fejtörő?”
- "Mert HA megöregszek..."
- "Társaságban, vagy emberek között?"
- "A leszármazottaink ősrégiek már... "
- "Ennek az a címe, hogy két éve nem csajozok."
- "Felveszem én a csikket, mit bánom én, ha eldobja valaki, én felveszem"
- "New York, Párizs, Bécs, Budapest. Népszínház utca. A világ utcája."